# The Storr
The Storr is een rotsachtige heuvel, gevormd door een aardverschuiving, op het schiereiland Trotternish van het eiland Skye. The Storr vertoont zich als een steile rotswand, naar het oosten gericht, boven de Sound of Raasay. De steile wand contrasteert met de zachte glooiingen in het landschap aan zijn westelijke kant. Een andere aardverschuiving in de buurt is Quiraing.

## Geologie
The Storr is een hoogtepunt in het landschap van Skye en de langste aardverschuiving van Groot-Brittannië. Het gebied voor de steile wand wordt the Sanctuary genoemd. Het bestaat uit een aantal rotspilaren van ongewone vorm, overblijfsels van oude aardverschuivingen. Een van de bekendste is de Old Man of Storr (aan de rechterkant op de foto vanaf het zuiden).

## Paden naar The Storr
Een goed aangelegd pad dat door de meeste bezoekers wordt gebruikt, begint aan de A855, net ten noorden van Loch Leathan. Het leidde voorheen door een bebost gebied met af en toe uitzicht op de rotswand. Na ongeveer anderhalve kilometer verliet het pad het bos en ging verder in een spectaculair, maanachtig landschap. Zeer recent is het gehele bos gekapt waardoor er nu vanaf het begin van de wandeling een onbelemmerd uitzicht is.
De top van The Storr kan men bereiken via een route waarbij men over een hek klimt, een korte maar steile sectie met los gesteente passeert en de tocht over ongeveer een kilometer noordwaarts vervolgt. De top bereikt men door iets naar het zuiden terug te keren. Er bestaat een alternatieve route die vertrekt 500 meter ten zuidwesten van de autoparking, waarbij men de loop volgt van een riviertje dat de rotswand doorsnijdt.

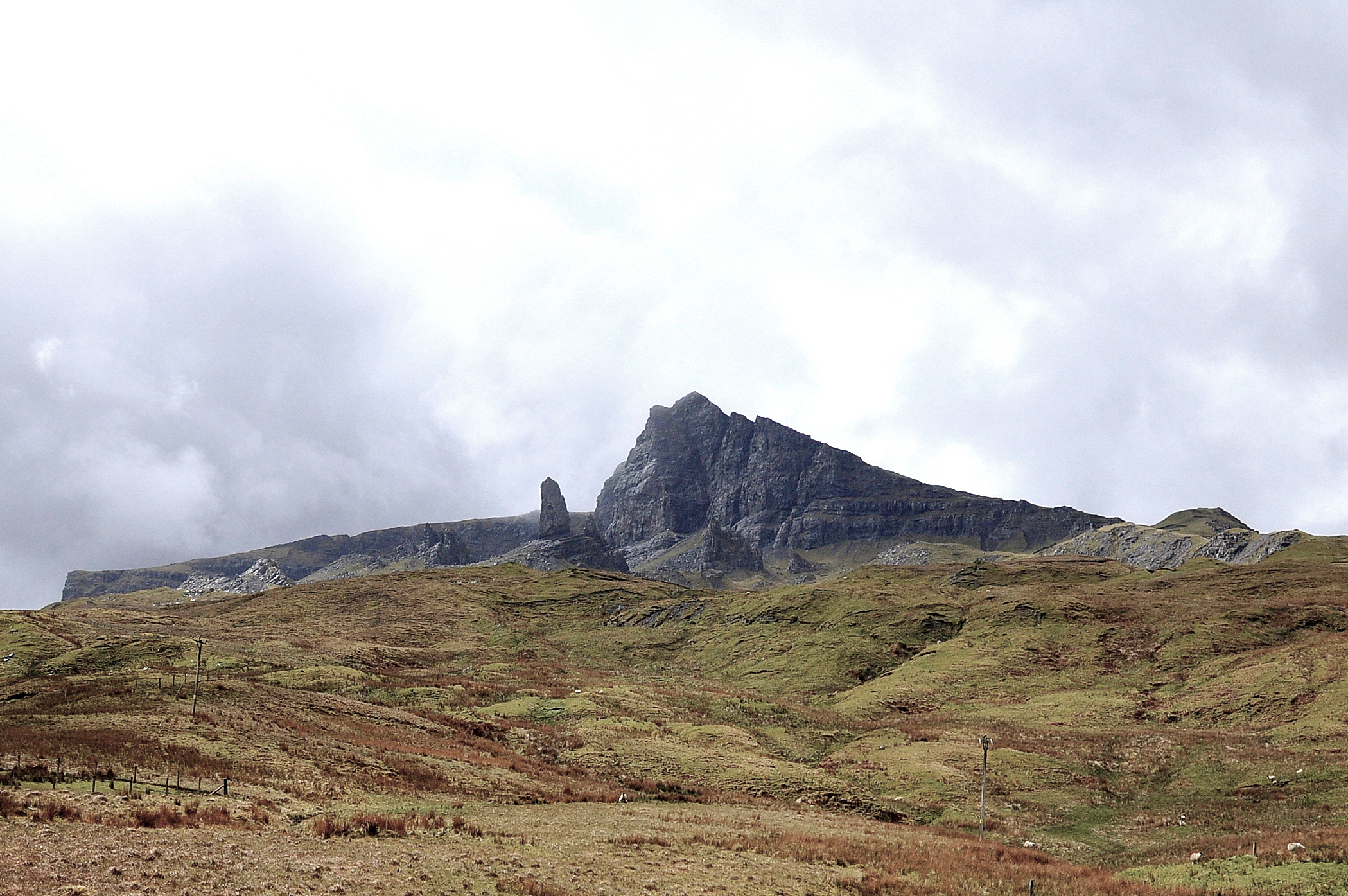
The Storr vanaf het noordoosten
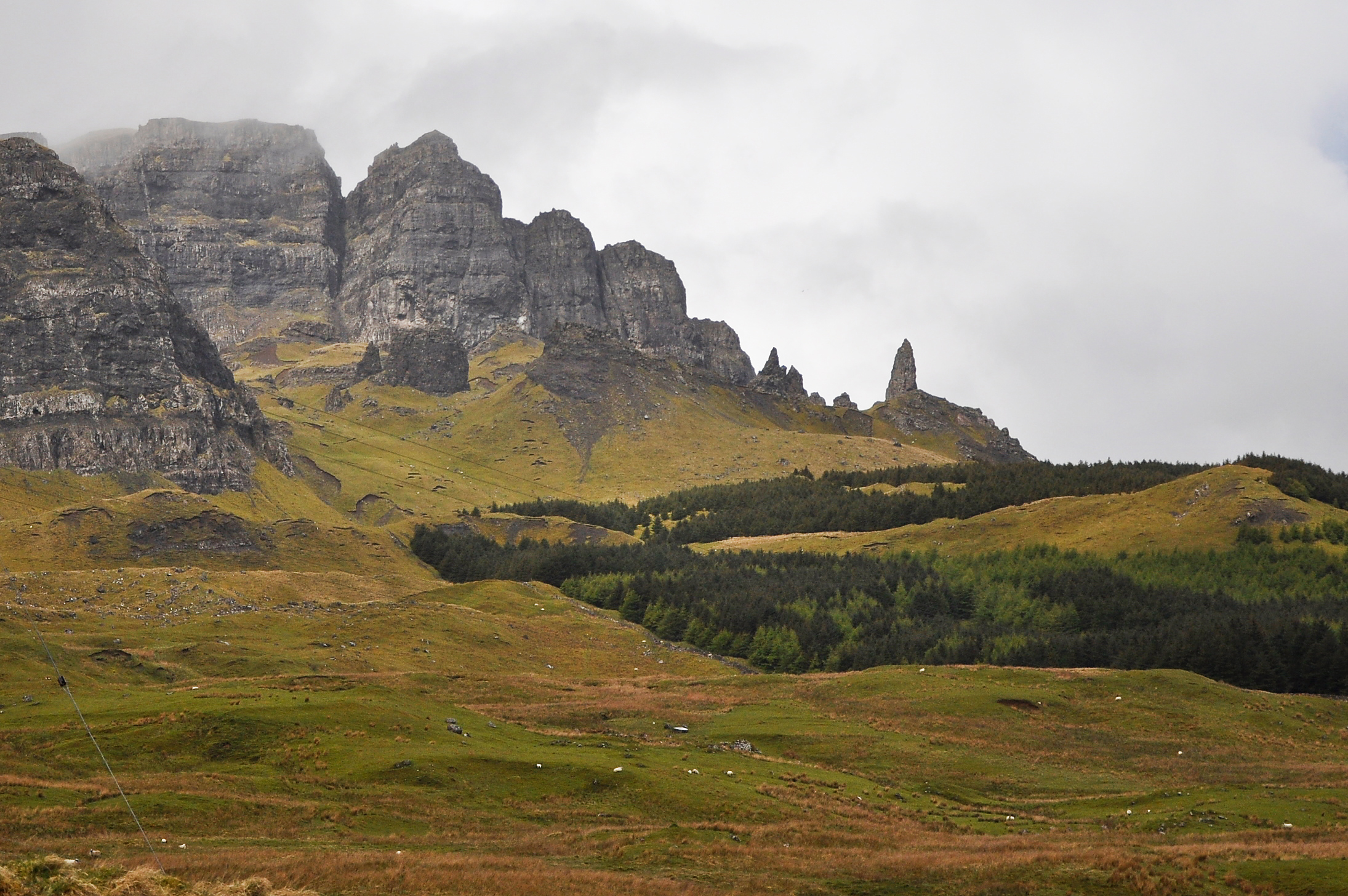
The Storr vanaf het zuiden